# アイドルマスター シンデレラガールズ ビューイングレボリューション
『アイドルマスター シンデレラガールズ ビューイングレボリューション』（THE IDOLM@STER CINDERELLA GIRLS VIEWING REVOLUTION）は、バンダイナムコエンターテインメントよりPlayStation VR用に2016年10月13日に発売されたVRアイドルライブゲーム。
本作は2016年7月7日にニコニコ生放送にて配信された「願いをかなえて!アイドルマスター シンデレラガールズ七夕特番」においてバンダイナムコエンターテインメントからPlayStation VR専用コンテンツとして発売されることが発表された。『アイドルマスターシリーズ』を通してPlayStation VRに対応する初めての作品となる。
本作は『アイドルマスター シンデレラガールズ』（以下：「シンデレラガールズ」）の1stライブ『THE IDOLM@STER CINDERELLA GIRLS 1stLIVE WONDERFUL M@GIC!!』が開催された「舞浜アンフィシアター」を舞台としており、最大9人のアイドルがライブを開催し、プレイヤーはモーションコントローラーのPlayStation Moveを振ることで画面上でコンサートライトを振ることが出来、ライブに参加することが出来る。プレイヤーが鑑賞する席も変更することが出来、席や向いている方向によって見える映像や、音の聞こえ方が変化する。

## ゲームシステム
本作には後述のEDIT LIVEモードのみ使用可能なアイドルを除き、2017年7月時点で30人のアイドルが登場する。初期収録楽曲は3曲。ライブ中に登場するアイドルと衣装は固定で、切り替えは出来ない。
操作は、ワイヤレスコントローラー（DUALSHOCK 4）だけでなく、PlayStation Moveをコンサートライトに見立て、アイドルのライブを応援することが出来る。また、振動パットにも対応しており、音楽に合わせてパッドが振動することにより、4Dのような臨場感も実現。
ライブ中に使用するコンサートライトは切り替えが可能で、左右4本ずつの合計8本まで一度に持つことが可能。そして、手に持っているサイリウムのセットを10セットまで設定を保持することが出来る。

### EDIT LIVEモード
2017年6月13日実装。シンデレラガールズに登場するアイドルの中から各属性3人ずつ､計9人を自由に編成することができる｡対応アイドルは全9回に分けて順次配信され、8月8日に第9弾追加DLCが配信されたことで2017年当時の全オリジナルアイドル183人が使用可能になった。楽曲は当初は｢お願い!シンデレラ｣で固定されていたが、8月14日には｢Yes! Party Time!!｣でも使用可能になった。なお、その後2018〜19年にかけてシンデレラガールズに追加された7人の新アイドルについては、本作への追加の予定はない。

## 収録楽曲
1. Yes! Party Time!!
作詞・作曲 - 俊龍 / 編曲 - Sizuk
登場アイドル - 島村卯月、渋谷凛、本田未央、赤城みりあ、安部菜々
衣装 - パーティータイム・ゴールド[20]
本作のテーマソング。2016年9月4日に開催された『THE IDOLM@STER CINDERELLA GIRLS 4thLIVE TriCastle Story -Starlight Castle-』で初公開された[15]。
2. お願い!シンデレラ
作詞 - marhy / 作曲・編曲 - NBSI（内田哲也）
登場アイドル - 島村卯月、渋谷凛、本田未央、神崎蘭子、小日向美穂、城ヶ崎美嘉、城ヶ崎莉嘉、多田李衣菜、三村かな子
衣装 - スターリースカイ・ブライト
『アイドルマスター シンデレラガールズ』のテーマソング。
3. Star!!
作詞 - 森由里子 / 作曲 - 田中秀和
登場アイドル - 赤城みりあ、アナスタシア、緒方智絵里、新田美波、前川みく
衣装 - スターリースカイ・ブライト
テレビアニメ『アイドルマスター シンデレラガールズ 1st SEASON』オープニングテーマ。
4. アタシポンコツアンドロイド
作詞・作曲 - ササキトモコ
登場アイドル - 小日向美穂、双葉杏、前川みく
衣装 - パーティータイム・ゴールド
2016年11月16日に配信開始された第1弾追加ダウンロードコンテンツ楽曲[11]。2016年10月16日にさいたまスーパーアリーナで開催された『THE IDOLM@STER CINDERELLA GIRLS 4thLIVE TriCastle Story -346 Castle-』にて発表。
5. Snow Wings
作詞・作曲 - 俊龍 / 編曲 - SizuK
登場アイドル - 島村卯月、渋谷凛、本田未央、大槻唯、上条春菜
衣装 - パーティータイム・ゴールド
2016年12月22日に配信開始された第2弾追加ダウンロードコンテンツ楽曲[12]。2016年11月19日に森のホール21で開催された『THE IDOLM@STER CINDERELLA GIRLS 5th Anniversary Party ニコ生SP』にて発表。
6. GOIN’!!!
作詞 - 森由里子、作曲 - 宮崎まゆ、編曲 - 宮崎誠
登場アイドル - 川島瑞樹、小早川紗枝、高垣楓、高森藍子、十時愛梨
衣装 - パーティータイム・ゴールド
2017年1月25日に配信開始された第3弾追加ダウンロードコンテンツ楽曲。2016年12月29日に行われた『アイドルマスター年末特別ニコ生番組「ゆくM@S くるM@S 2016」』にて発表。
7. Orange Sapphire
作詞・作曲・編曲 - Funta
登場アイドル - 城ヶ崎莉嘉、諸星きらり、赤城みりあ
衣装 - パーティータイム・ゴールド
2017年3月9日に配信開始された第4弾追加ダウンロードコンテンツ楽曲。
8. Tulip
作詞 - 森由里子、作曲・編曲 - 石濱翔（MONACA）
登場アイドル - 速水奏、塩見周子、一ノ瀬志希、宮本フレデリカ、城ヶ崎美嘉
衣装 - パーティータイム・ゴールド
2017年5月18日に配信開始された第5弾追加ダウンロードコンテンツ楽曲。2017年4月30日に行われた『ニコニコ超会議2017 超アイドルマスターステージ ～THREE STARS!!! 紅白対決してみた！～』にて発表。
9. Trancing Pulse
作詞 - AJURIKA、作曲 - 上松範康（Elements Garden）、編曲 - 藤永龍太郎（Elements Garden）
登場アイドル - 渋谷凛、神谷奈緒、北条加蓮
衣装 - パーティータイム・ゴールド
2017年7月13日に配信開始された第6弾追加ダウンロードコンテンツ楽曲。2017年7月9日に行われた『THE IDOLM@STER CINDERELLA GIRLS 5thLIVE TOUR Serendipity Parade!!! 幕張公演』にて発表。
10. ØωØver!!
作詞 - 前川みく（高森奈津美）、多田李衣菜（青木瑠璃子）、作曲 - 小野貴光、編曲 - 玉木千尋
登場アイドル - 前川みく、多田李衣菜
衣装 - パーティータイム・ゴールド
2017年9月28日に配信開始された第7弾追加ダウンロードコンテンツ楽曲。2017年9月23日に行われた『東京ゲームショウ2017 IM@S GAME SHOW 2017』にて発表。なお本DLC楽曲からシーズンパスには含まれなくなる。
11. M@GIC☆
作詞 - 森由里子、作曲・編曲 - 田中秀和（MONACA）
登場アイドル - 島村卯月、渋谷凛、本田未央、諸星きらり、双葉杏
衣装 -
2017年11月22日に配信開始された第8弾追加ダウンロードコンテンツ楽曲。

## CD
THE IDOLM@STER CINDERELLA GIRLS VIEWING REVOLUTION Yes! Party Time!!
2017年1月25日に発売したシングルCD。本作で使用された楽曲の内、「Yes! Party Time!!」「GOIN’!!」「アタシポンコツアンドロイド」が収録されている。

## 開発
本作は、プログラマーが「シンデレラガールズ」のライブシーンをOculus RiftでVRとして表現したらどうなるのかというところから始まり、技術的な検証を重ねたのち、2016年1月にプロジェクトとして発足した。
プロジェクト発足後にUnreal Engine4での検証も行われたが、CPUへの負荷がかかることから、最終的にはバージョンアップしたUnityを使うことになった。
開発初期のVRライブ画面は、アイドルの可愛さを表現できていた一方、背景やプレイヤー自身などの存在感が薄かった。
この解決策の一つとして、プレイヤー以外の聴衆、すなわちモブキャラクターを客席に配置することになった。
一度に大勢を表示できるようにするため見た目は単純なものになったが、衣装や動きなどに違いを付けるなどしてモブに個性を持たせ、プログラムを用いてランダム配置することによってリアリティを持たせた。
また、モブの処理負荷の観点から大規模なコンサート会場が使えないことに加え、1stライブの再現という観点から舞浜アンフィシアターが選ばれ、施設側からも公式ライセンスも取得した。
VRに対応するため、アイドルのポリゴン数はスマホ版の倍以上が用意され、衣装のデザインも個別モーションによるダンスが映えるよう工夫が施された。
本作は「シンデレラガールズ」の派生タイトルであることを踏まえ、同作に近いユーザーインターフェースが用いられた。

## 評価
ドワンゴVR部は本作について「周りの観客たちと一緒に楽しむというライブの醍醐味を味わった」と評価しており、応援上映のように最後列の席から他の観客たちの様子を見るのも楽しかったと述べている。
メンバーの一人であるおめがは「前から2列目の席では他の観客がサイリウムを振っている様子がよく見えるため、デフォルトの立ち位置がそこにあることは重要だ」とし、開発者はライブをちゃんと知っていると述べている。
同じくドワンゴVR部のメンバーの一人であるgreenspaもおめがと同様の意見であり、「もしこれが一人で会場を貸し切りにしていたとすると、おもしろくなかったと思う」と述べている。
その一方で、ドワンゴVR部からは、観客やステージのバリエーションに関する指摘や、コールなどを練習するモードの要望が浮かび上がった。